# Rake
Rake és una població dels Estats Units a l'estat d'Iowa. Segons el cens del 2000 tenia 227 habitants.

## Demografia
Segons el cens del 2000, Rake tenia 227 habitants, 110 habitatges, i 53 famílies. La densitat de població era de 86,8 habitants/km².
Dels 110 habitatges en un 19,1% hi vivien nens de menys de 18 anys, en un 40% hi vivien parelles casades, en un 3,6% dones solteres, i en un 51,8% no eren unitats familiars. En el 44,5% dels habitatges hi vivien persones soles el 29,1% de les quals corresponia a persones de 65 anys o més que vivien soles. El nombre mitjà de persones vivint en cada habitatge era de 2,06 i el nombre mitjà de persones que vivien en cada família era de 2,89.
Per edats la població es repartia de la següent manera: un 21,1% tenia menys de 18 anys, un 9,3% entre 18 i 24, un 24,2% entre 25 i 44, un 22% de 45 a 60 i un 23,3% 65 anys o més.
L'edat mediana era de 40 anys. Per cada 100 dones de 18 o més anys hi havia 105,7 homes.
La renda mediana per habitatge era de 24.375 $ i la renda mediana per família de 33.750 $. Els homes tenien una renda mediana de 25.357 $ mentre que les dones 20.625 $. La renda per capita de la població era de 15.816 $. Entorn del 7,7% de les famílies i el 13,1% de la població estaven per davall del llindar de pobresa.

## Poblacions més properes
El següent diagrama mostra les poblacions més properes.